# Flabián Londoño
Flabián Londoño Bedoya (Ebéjico, 9 luglio 2000) è un calciatore colombiano, attaccante del Carabobo.

## Caratteristiche tecniche
Di ruolo centravanti, è stato paragonato al connazionale Radamel Falcao.

## Carriera
Cresciuto nel settore giovanile del River Plate, Londoño ha firmato il suo primo contratto professionistico con il club argentino nel 2021. Nel gennaio del 2023 è stato prestato all'Arsenal Sarandí con cui ha debuttato nel calcio professionistico il 4 febbraio nell'incontro di Primera División pareggiato 1-1 contro l'Estudiantes (LP).
Nel gennaio 2024 è passato, sempre in prestito, al Tigre; nell'estate del medesimo anno si è invece trasferito ai Patriotas Boyacá, club della prima divisione colombiana.

## Statistiche

### Presenze e reti nei club
Statistiche aggiornate al 2 aprile 2024.
| Stagione        | Squadra         | Campionato      | Campionato | Campionato | Coppe nazionali | Coppe nazionali | Coppe nazionali | Coppe continentali | Coppe continentali | Coppe continentali | Altre coppe | Altre coppe | Altre coppe | Totale | Totale | Totale |
| Stagione        | Squadra         | Comp            | Pres       | Reti       | Comp            | Pres            | Reti            | Comp               | Pres               | Reti               | Comp        | Pres        | Reti        | Pres   | Reti   |        |
| --------------- | --------------- | --------------- | ---------- | ---------- | --------------- | --------------- | --------------- | ------------------ | ------------------ | ------------------ | ----------- | ----------- | ----------- | ------ | ------ | ------ |
| 2023            | Arsenal Sarandí | PD              | 22         | 2          | CA+CdL          | 1+7             | 0               |                    | -                  | -                  |             | -           | -           | 30     | 2      |        |
| 2024            | Tigre           | PD              | 0          | 0          | CA+CdL          | 0+9             | 0               |                    | -                  | -                  |             | -           | -           | 9      | 0      |        |
| Totale carriera | Totale carriera | Totale carriera | 22         | 2          |                 | 17              | 0               |                    | -                  | -                  |             | -           | -           | 39     | 2      |        |